# Fructuoso Méndez
Fructuoso Méndez är en ort i Mexiko.   Den ligger i kommunen Hermosillo och delstaten Sonora, i den nordvästra delen av landet, 1 600 km nordväst om huvudstaden Mexico City. Fructuoso Méndez ligger 266 meter över havet och antalet invånare är 102.
Terrängen runt Fructuoso Méndez är platt. Runt Fructuoso Méndez är det ganska glesbefolkat, med 45 invånare per kvadratkilometer. Närmaste större samhälle är Estación Zamora, 15,2 km nordväst om Fructuoso Méndez. Omgivningarna runt Fructuoso Méndez är i huvudsak ett öppet busklandskap.